# Hull Island
Hull Island är en ö i Kanada.   Den ligger i Regional District of Mount Waddington och provinsen British Columbia, i den sydvästra delen av landet, 3 700 km väster om huvudstaden Ottawa. Arean är 1,0 kvadratkilometer.
Terrängen på Hull Island är platt. Den sträcker sig 1,7 kilometer i nord-sydlig riktning, och 1,0 kilometer i öst-västlig riktning.
I omgivningarna runt Hull Island växer i huvudsak barrskog. Trakten runt Hull Island är nära nog obefolkad, med mindre än två invånare per kvadratkilometer.